# Cryin’ Like a Bitch
Cryin’ Like a Bitch (engl.: Weinen wie eine Schlampe) ist ein Lied der US-amerikanischen Rockband Godsmack. Das Lied wurde am 23. Februar 2010 als erste Single aus dem fünften Studioalbum The Oracle ausgekoppelt.

## Entstehung
Schlagzeuger Shannon Larkin holte sich die Idee für den Liedtitel, als er das Spiel zwischen den Oakland Raiders und den San Diego Chargers im American Football sah. Nach einem Fehlpass wurde Chargers-Quarterback Philip Rivers gezeigt, der an der Seitenlinie stand und weinte. Larkin, selbst Fan der Raiders, sagte daraufhin zum Sänger Sully Erna, das er ein Lied namens Cryin’ Like a Bitch schreiben soll. Erna hielt dies für eine „krasse“ Idee. Neben Sully Erna und Shannon Larkin schrieben auch der Bassist Robbie Merrill und der Gitarrist Tony Rombola das Lied mit. Produziert wurde das Lied von Dave Fortman und Sully Erna. Die Aufnahmen fanden im Serenity West Studio in Hollywood statt.

## Bedeutung
Im Sommer 2009 nahmen Godsmack an der Crüe Fest II-Tournee mit Mötley Crüe als Headliner teil. Während dieser Tournee kam es zu Streitereien zwischen Sully Erna und Mötley Crües Bassisten Nikki Sixx. Sully Erna beklagte sich darüber, dass seine Band vom Sicherheitsdienst schlecht und unfair behandelt wurde. Shannon Larkin erklärte, dass seine Band bis auf Sully Erna eine Menge Spaß auf dieser Tournee hatte und dass die Streitereien ausschließlich Erna und Nikki Sixx betrafen. Auch wenn Sully Erna wohl einige Zeilen direkt auf Nikki Sixx gemünzt hat wäre es nur ein Gerücht, dass das Lied von Nikki Sixx handeln würde.
Dennoch lieferten sich Sully Erna und Nikki Sixx über die Presse einen Streit um diese Angelegenheit. Im Mai 2014 erklärte Nikki Sixx, dass seine Band sich weigern würde, auf Festivals zu spielen, bei denen auch Godsmack auftreten sollen. Sixx zeigte sich verwundert darüber, dass sich alle Bands auf der besagten Tournee sehr gefreut hätten, nur Sully Erna nicht. Selbst Ernas Manager hätte zu Sixx gesagt, dass sein Klient ein Arschloch wäre. Im November 2015 bezeichnete Sully Erna Nikki Sixx im Podcast von Jamey Jasta als alte, fette und abgewrackte ehemalige Größe.

## Rezeption
Die Single erreichte Platz 74 der US-amerikanischen Singlecharts und Platz eins der Billboard Mainstream Rock Songs. Für Godsmack war es nach Awake, I Stand Alone, Straight Out of Line und Speak die fünfte Nummer eins in diesen Charts. In den Vereinigten Staaten wurde die Single für mehr als 500.000 verkauften Einheiten mit einer Goldenen Schallplatte ausgezeichnet. Das US-amerikanische Onlinemagazin Loudwire veröffentlichte im April 2015 eine Liste mit den zehn besten Liedern von Godsmack. In dieser Liste erreichte Cryin’ Like a Bitch Platz zehn.